# Mursia diwata
Mursia diwata is een krabbensoort uit de familie van de Calappidae. De wetenschappelijke naam van de soort is voor het eerst geldig gepubliceerd in 2004 door Galil & Takeda.